# Visual novel
A visual novel (ビジュアルノベル; bidzsuaru noberu; Hepburn: bijuaru noberu) – „látványregény”, olyan interaktív játék, amelynek cselekményét legtöbbször állóképek formájában ismerheti meg a játékos, ritkább esetekben pedig videófelvételek is kerülhetnek a játékba. A visual novelek jellemzően anime stílusban készülnek és Japánban nagy népszerűségnek örvendenek, 2006-os adatok szerint a japán PC-játékok piacának közel 70%-át ez a műfaj dominálja. Kelet-Ázsián kívül már jóval kisebb a visual novelek iránt az érdeklődés, bár az ismertebb visual novelek anime változatai, valamint az animék alapján készült visual novelek révén nyugaton is számos rajongót tudhat magáénak a műfaj.
A műfajon belül általánosságban két játéktípust lehet elkülöníteni: az egyikbe azok a játékok sorolhatóak, ahol szinte teljes egészében a történet áll a középpontban és csak nagyon kevés interakcióra van lehetőség a játékos részéről, a másikba pedig feltűnhetnek különféle játékmenetbeli elemek, mint például a felmerülő feladványok megoldása. Előbbieket tartják Japánban a valódi visual noveleknek (NVL), míg utóbbiakat kalandjátékoknak nevezik (adventure games, ADV). Videójáték-konzolokra ritkábban készülnek ilyen jellegű játékok, bár számos sikeresebb visual novelnek jelentek meg konzolos változatai például Saturn, Dreamcast, PlayStation Portable vagy Xbox 360 platformokra. A népszerűbb játékok általában light novel, manga vagy anime formában is megjelennek.

## Játékmenet

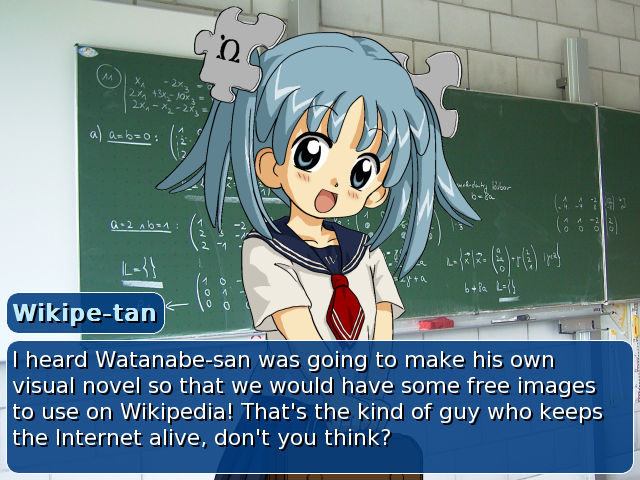
Egy átlagos visual novel felépítése: a statikus háttér előtt áll az a szereplő, akivel a játékos párbeszédet folytat, ennek leírása alul a szövegdobozban olvasható.

A visual novelek a legtöbb műfajtól eltérően kevés interakciót igényelnek a játékostól. Ez általában kimerül a játékos részéről a továbbhaladás érdekében történő kattintásokban, az újabban megjelenő játékok pedig már felkínálják azt a lehetőséget is, hogy a játékos beavatkozás nélkül gördítik előre a szöveget és a képeket. A legtöbb visual novel több történetvonallal is rendelkezik, ennek megfelelően több végkifejlet is bekövetkezhet. A döntési pontoknál a játékosnak kell kiválasztania, hogy a történet mely úton haladjon tovább.
Egyes visual novelekbe különféle játékmenetbeli elemek kerültek, mint például a Symphonic Rain című játék esetében hangszeren kell a játékosnak játszania és egy bizonyos pontszámot elérnie a továbbjutás érdekében. Az ehhez hasonló elemek jellemzően kapcsolódónak a játék cselekményéhez.
A rövidebb visual novelek sokszor nem tartalmaznak egyetlen döntési lehetőséget sem. Ezeket általában rajongók készítik, az ő munkájuk megkönnyítésére számos ingyenes fejlesztői készlet áll rendelkezésre, mint például az NScripter, KiriKiri and Ren'Py.
A visual novelek többségében nem csak olvasni, de hallani is lehet a szereplőket, hangjukat szinkronszínészek kölcsönzik. Gyakori azonban, hogy a főszereplőnek nem választanak szinkronszínészt, még ha az összes többi szereplőnek megvan a maga hangja. Ezzel az a készítők célja, hogy a játékos jobban bele tudja magát élni a főszereplő helyzetébe, illetve nagy mennyiségű hangfelvétel rögzítése is elkerülhető ez által, mivel általában a főszereplő szövegkönyve a legterjedelmesebb.

### Elágazó történetszálak
A visual novelek körében gyakori, hogy több eltérő történetvonalat kínálnak, amik eltérő befejezéshez vezetnek, így a játékos bizonyos szintű szabadsággal rendelkezik, ezzel elkerülve a lineáris történetmesélést. A játékos a történet menetét a felkínált döntések közötti választással befolyásolhatja. Japánban 2009 decemberében jelent meg Nintendo DS kézi konzolra a 999: Nine Hours, Nine Persons, Nine Doors című játék, amelyben szinte az összes cselekedet és dialógus eltérő történetszálhoz és végkifejlethez vezethet. Az egyes utak (történetszálak) csak egy bizonyos részét fedik fel a teljes sztorinak, így a játék esetében más döntések meghozatalával több végigjátszás is szükséges, hogy minden részlet a helyére kerüljön és egy koherens, jól megírt történetet ismerjen meg a játékos.
Az elágazó cselekményszálak a lapozgatós játékkönyvek a koncepcióját fejlesztik tovább, ahol a játékos befolyásolja a történet irányát. A visual novel a könyvekkel szemben többletlehetőségekkel rendelkezik, például a történet más szereplők szemszögén keresztül történő bemutatásával. Egy másik fontos eltérés a döntési pontok rendszere, azaz a korábban meghozott döntések, vagy a játékos korábbi viselkedése a többi szereplővel szemben más eredményhez vezet, melyek sok esetben nem feltétlen nyilvánvalóak. A visual novelek ezért lehetőséget kínálnak, hogy több mentést is készíthessen a felhasználó, illetve a korábban már olvasott szövegeket gyorsan továbbpörgetheti, így könnyebben végigjárhatja a többi utat is. A könyvek esetében az ehhez hasonló döntések és következményeik kidolgozása nehezebben valósítható meg, valamint a könyvek esetében a terjedelemi korlát is meghatározó lehet, egy visual novel minden lehetőséget magába foglaló szövegkönyve ugyanis jóval meghaladhatja egy átlagos könyv hosszát. Ezért a műfaj alkalmas arra, hogy hosszabb, komplexebb és szerteágazóbb történetet meséljen el a játékosnak. Az olyan visual novelek, mint például a Higurashi When They Cry, a Planetarian: Chiisana Hoshi no Yume, a Juniper's Knot vagy a Digital: A Love Story nem kínálnak alternatív történetszálakat, de ez viszonylag ritka ebben a műfajban.
Sok játék létezik, melyeknél gyakori, hogy szinte csak a szereplők között interakciókra és a párbeszédeknél hozott döntésekre építenek. Ezen visual noveleknél általában több válaszlehetőség van ilyenkor felkínálva, a főszereplő pedig ugyanazokat a mondatokat szó szerint mondja el. A szereplők közötti kapcsolatkiépítést tekintve a műfaj néha átvesz elemeket például a Japánban nagy népszerűségnek örvendő randiszimulátorokból (dating sim), esetleg a szerepjátékokból, merítve például a Shin Megami Tensei: Persona sorozatban felbukkanó szociális lehetőségekből. Az egyes döntéseket ilyenkor úgynevezett hangulati pontokkal értékeli a játék, ami a játékos karakterének kapcsolatát és későbbi párbeszéd lehetőségeit is meghatározhatja a nem játékos szereplőkkel. Gyakori, hogy a játékosnak valamilyen időbeosztást kell követnie, ami fontos lehet abból a szempontból, hogy mennyi időt fordít a többi szereplővel folytatott viszonyára, ami hatással lehet a későbbi párbeszédekre, illetve a különféle cselekvési lehetőségere velük szemben.

## Fordítások
Viszonylag kevés az olyan japán visual novel, melyet a szigetországon kívül is forgalmaznak. Ezek többsége eroge, vagyis erotikus jellegű játék. Az amerikai Hirameki cég AnimePlay sorozata azonban kivétel volt, egy olyan kezdeményezés, mely a visual novelek terjesztésével foglalkozott, angol nyelven. A hivatalos fordítások helyett jellemzően a rajongók által készített fordítások az elterjedtebbek. Ritkább esetekben az angol mellett francia vagy orosz nyelven is megjelennek visual novelek. Az olyan játékok esetében, amik nem teljesen visual novelek, hanem hibridként más műfajokkal keverednek, gyakrabban készülnek kereskedelmi fordítások is, ilyen például a Snatcher vagy az Ace Attorney. A Higurashi no Naku Koro ni számos fejezete készült el angol nyelven is, melyek a fordítását az eredeti szerző Ryukishi07 is jóváhagyta.
Az elmúlt években azonban gyakoribbá vált, hogy Japánon kívül is megjelenjenek ilyen játékok, főként Nintendo DS kézi konzolra, például az Ace Attorney vagy a Hotel Dusk sorozat képében. Ezen játékok sikere a kalandjáték műfajának ismételt népszerűvé válásának jeleit mutatta. A GameSpot kritikájában dicsérte a Phoenix Wright: Ace Attorney című játékot, amiben kalandműfaj feltámasztójának nevezte. Az Ace Attorney sorozatot egy még sikeresebb cím, a Professor Layton követte 2007-ben. Mindkét játék a legkelendőbb kalandjáték sorozatok közé került, 3,9, illetve 9,5 millió példányos eladásával. Népszerűségük hatására egyre több japán visual novel jelent meg a japán piacon kívül, angol nyelvre is lefordítva.